# Sharaud Curry
Morris Sharaud Curry (Gainesville, 16 maggio 1987) è un cestista statunitense.

## Palmarès
- Campionato estone: 1

Kalev/Cramo: 2015-16
- Coppa d'Austria: 1

Swans Gmunden: 2012